# Mucrosomia garretti
Mucrosomia garretti är en urinsektsart som först beskrevs av Bagnall 1939.  Mucrosomia garretti ingår i släktet Mucrosomia och familjen Isotomidae. Arten är reproducerande i Sverige. Inga underarter finns listade i Catalogue of Life.